# Elezioni parlamentari in Giappone del 1967
Le elezioni parlamentari in Giappone del 1967 si tennero il 29 gennaio per il rinnovo della Camera dei rappresentanti. In seguito all'esito elettorale, Eisaku Satō, esponente del Partito Liberal Democratico, fu confermato Primo ministro.

## Risultati
| Liste                          | Voti       | %     | Seggi |
| ------------------------------ | ---------- | ----- | ----- |
| Partito Liberal Democratico    | 22 447 838 | 48,80 | 277   |
| Partito Socialista Giapponese  | 12 826 104 | 27,88 | 140   |
| Partito Democratico Socialista | 3 404 464  | 7,40  | 30    |
| Kōmeitō                        | 2 472 371  | 5,38  | 25    |
| Partito Comunista Giapponese   | 2 190 564  | 4,76  | 5     |
| Altri                          | 101 244    | 0,22  | –     |
| Indipendenti                   | 2 553 989  | 5,55  | 9     |
| Totale                         | 45 996 574 | 100   | 486   |